# Wahl der Waffen
Wahl der Waffen (Originaltitel: Le Choix des armes) ist ein französischer Gangsterfilm von Alain Corneau aus dem Jahr 1981 mit Yves Montand, Catherine Deneuve und Gérard Depardieu in den Hauptrollen.

## Handlung
Den beiden Gangstern Mickey und Serge gelingt nachts die Flucht aus einem Gefängnis. Dabei tötet der hitzköpfige Mickey zwei Polizisten. Ihr Fluchthelfer Ricky führt sie daraufhin zu einem verlassenen Hof. Das geplante Versteck stellt sich jedoch als Falle heraus: Ricky hatte beide an eine Bande verraten und flieht. Serge wird im Kugelhagel schwer verwundet, während Mickey einen seiner Gegner erschießt. Serge überredet Mickey, ihn zu seinem Bruder Noël zu bringen, der einst ebenfalls ein Verbrecher war, aber inzwischen als Pferdezüchter mit seiner jungen Frau Nicole auf einem abgelegenen Landgut lebt. Kurz nachdem die beiden Ausbrecher bei Noël eingetroffen sind, stirbt Serge an seinen Verletzungen. Mickey fordert schließlich Geld von Noël, um für ein paar Tage zu verschwinden. Als Mickey zum Gestüt zurückkehrt, steht dort zufällig die Polizei vor der Tür. Er kann jedoch seine Festnahme durch die Polizisten Bonnardot und Sarlat verhindern und erneut entkommen. Im Glauben, Noël habe ihn verraten, schwört Mickey Rache.
Nachdem Mickey bei einem Abendessen Noël und dessen Gäste bedroht und wild um sich geschossen hat, entschließt sich Noël, seine Frau Nicole in einem sicheren Hotel unterzubringen. Er kontaktiert einige alte Komplizen, die ihm helfen sollen, seinen unberechenbaren Kontrahenten aus dem Weg zu räumen. In der Folge stöbert er den drogenabhängigen Ricky auf, der ihm hilft, Mickey zu finden. Dieser sorgt sich derweil um seine kleine Tochter, die er kaum kennt. Die Mutter des Mädchens nahm sich das Leben, während Mickey im Gefängnis saß. Kurz nachdem Mickey seine Tochter wieder einmal besucht hat, sieht er Noël und Ricky am Haus vorbeifahren. Mickey glaubt nun, Noël führe etwas gegen seine Tochter im Schilde. Bonnardot und Sarlat nehmen derweil über Nicole die Spur auf, als diese ihr Hotel verlässt und zum Gestüt zurückfährt. Nachts taucht Mickey dort ebenfalls auf und bringt Nicole in seine Gewalt. Nach einem Telefonat mit Noël kann Nicole den Gangster beruhigen. Gleichzeitig trifft auch der ehrgeizige junge Polizist Sarlat auf Nöels Gut ein. Beim Versuch, Mickey zu verhaften, wird Nicole versehentlich vom nervösen Sarlat erschossen. Mickey wiederum gelingt es erneut zu fliehen.
Noël, der irrtümlich Mickey für den Mörder seiner Frau hält, wird nun ebenfalls von Rachegelüsten getrieben. Nachdem er Mickeys neues Versteck ausfindig gemacht hat, trifft er ihn dort mit seiner Tochter an. Aus Rücksicht gegenüber dem kleinen Mädchen bringt Noël es jedoch nicht über sich, Mickey zu töten. Kurz darauf versucht Mickey, mit einem Komplizen namens Dany eine Bank auszurauben, fängt sich dabei jedoch eine schwere Schussverletzung ein. Noël, der die beiden beschattet hat, bringt ihn vom Tatort weg. In einem unbewohnten Haus sprechen sich die beiden Männer aus. Nachdem Noël das Haus verlassen hat und weggefahren ist, trifft ebendort die Polizei ein. Noch ehe Noël zum Ort des Geschehens zurückkehren kann, kommt es zwischen Mickey und Sarlat zu einem Schusswechsel, bei dem Mickey tödlich von einer Kugel getroffen wird. Als Sarlat die Kugeln ausgehen, nimmt Noël ihn in seine Gewalt und verlässt mit ihm das Gelände. Der Polizist fürchtet um sein Leben, Noël will ihm jedoch lediglich eine Lehre erteilen. Er packt ihn und schießt mit seinem Revolver fünfmal unmittelbar neben Sarlats Gesicht. Noël beschließt daraufhin, sich um Mickeys Tochter zu kümmern.

## Hintergrund
Der Film markiert die dritte und letzte Zusammenarbeit von Regisseur Alain Corneau und Yves Montand und war gleichzeitig die erste von drei Kollaborationen des Filmemachers mit Gérard Depardieu. Dieser hatte mit Montand bereits 1974 den Film Vincent, François, Paul und die anderen gedreht und mit Catherine Deneuve ein Jahr zuvor in François Truffauts Die letzte Metro (1980) gemeinsam vor der Kamera gestanden. 
Die Dreharbeiten fanden von Januar bis März 1981 unter anderem nordöstlich von Paris in La Courneuve statt.
Wahl der Waffen wurde am 19. August 1981 in Frankreich uraufgeführt. In Deutschland war der Film erstmals am 30. Oktober 1981 in den Kinos zu sehen. 2007 erschien er als Teil der „SZ Cinemathek Série Noire 12“ auf DVD. 2010 wurde er auch von Kinowelt auf DVD veröffentlicht.

## Kritiken
Für das Lexikon des internationalen Films war Wahl der Waffen ein „[h]arter, effektsicherer Gangsterfilm mit humaner Botschaft und vorzüglicher Besetzung“. Regisseur Alain Corneau habe ihn „spannend und auf hohem Niveau inszeniert“. Cinema zufolge zeichne sich der Film „durch Hochspannung und vielschichtig gezeichnete Charaktere“ aus. Das Fazit lautete: „Cleverer 80er-Hit: hart, aber nie zynisch.“

## Deutsche Fassung
Die deutsche Synchronfassung entstand bei der Interopa Film in Berlin.
| Rolle          | Darsteller            | Synchronsprecher      |
| -------------- | --------------------- | --------------------- |
| Noel Durieux   | Yves Montand          | Holger Hagen          |
| Mickey         | Gérard Depardieu      | Manfred Lehmann       |
| Nicole Durieux | Catherine Deneuve     | Evelyn Gressmann      |
| Bonnardot      | Michel Galabru        | Franz-Otto Krüger     |
| Sarlat         | Gérard Lanvin         | Ronald Nitschke       |
| Dany           | Richard Anconina      | Joachim Tennstedt     |
| Ricky          | Jean-Claude Dauphin   | Frank Glaubrecht      |
| Jean           | Christian Marquand    | Horst Schön           |
| Serge Olivier  | Pierre Forget         | Mogens von Gadow      |
| Fernand        | Roland Blanche        | Friedrich G. Beckhaus |
| Savin          | Marc Chapiteau        | Ortwin Speer          |
| Andre          | Jean-Claude Bouillaud | Peter Schiff          |
| Boxtrainer     | Guy Mairesse          | Karl Schulz           |